# کهن قاضی
کهن قاضی، روستایی از توابع بخش کوهساران شهرستان راور در استان کرمان ایران است.

## جمعیت
این روستا در دهستان حرجند قرار دارد و براساس سرشماری مرکز آمار ایران در سال ۱۳۸۵، جمعیت آن ۱۶۳ نفر (۴۱خانوار) بوده‌است.